# Cesare Cesariano

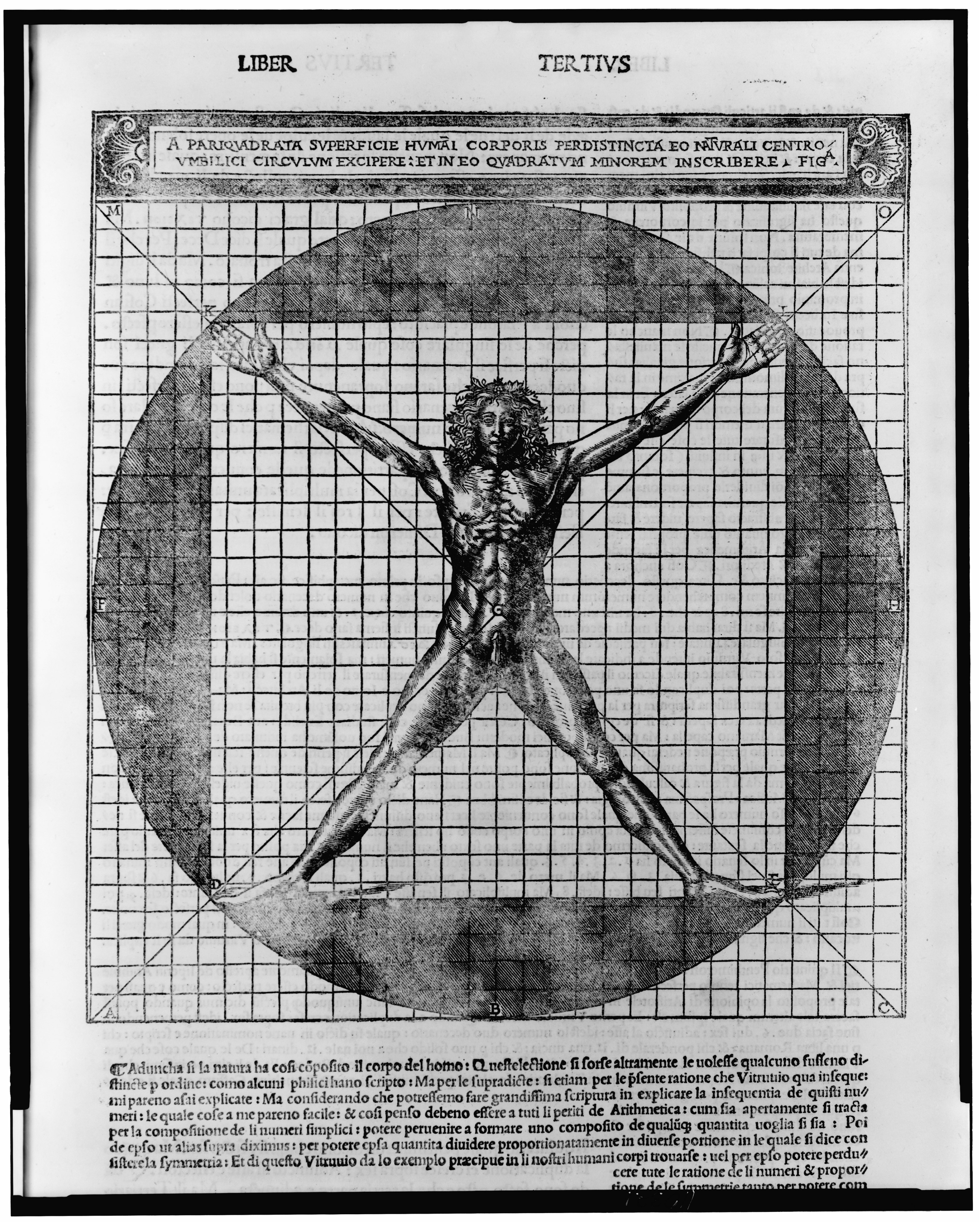
Człowiek według Witruwiusza Cesariana

Cesare Cesariano (ur. 1483, zm. 1543) – włoski architekt i malarz renesansowy.
W latach 1503–1508 pracował w Reggio nell’Emilia i Parmie, gdzie namalował freski w zakrystii kościoła św. Jana Ewangelisty. Ok. 1512 roku przebywał w Mediolanie, gdzie zbudował atrium kościoła Santa Maria presso San Celso w Mediolanie. W 1528 roku Cesariano został królewskim architektem.
Przypisuje mu się liczący osiem stron pochodzący z lat 90. XV wieku poemat pt. Antiquarie prospetiche Romane (pol. Starożytności rzymskie w perspektywie). Poemat omawia starożytne zabytki Rzymu, zachęcając Leonarda da Vinci do ich zwiedzenia. Według innych hipotez autorem Antiquarie mógł być: Donato Bramante, Ambrogio de Predis, Bramantino, Bernardo Zenale.
W 1521 roku przetłumaczył na język włoski i opatrzył własnym komentarzem De architectura (pol. O architekturze ksiąg dziesięć) Witruwiusza. Narysowany przez Cesariana Człowiek według Witruwiusza charakteryzuje się bardzo dużymi dłońmi i stopami, które zostały narysowane tak, by wpasować się w kwadrat wpisany w okrąg.